# Клеопатра Селена I
Вижте пояснителната страница за други личности с името Клеопатра.
Клеопатра Селена I (Kleopatra Selene I, Kleopatra V. Selene, * 135 пр.н.е.; † 69 пр.н.е.) е дъщеря на египетския фараон Птолемей VIII Фискон Евригет II и неговата племенница Клеопатра III от династията на Птолемеите, които се женят през 140 или 141 пр.н.е.

## Биография
Тя се казва първо само Селена и взема допълнителното име Клеопатра при женитбата ѝ с нейния брат Птолемей IX Сотер II. Женитбата се състои малко след началото на започването на неговото управление през 116 пр.н.е. след развода му по настояване на майка му Клеопатра III от сестра му Клеопатра IV.
Когато нейният съпруг е изгонен от майка им през есента на 107 пр.н.е., тя остава с нейните два сина в Египет. След четири години (103 пр.н.е.) майка ѝ Клеопатра III я изпраща в Сирия като жена на селевкидския цар Антиох VIII Грюпос, който е бил женен за сестра ѝ Трифаена († 111 пр.н.е.). Бракът с него остава бездетен.
След убийството на Антиох VIII през 96 пр.н.е., Клеопатра е взета от неговия братовчед и наследник на трона Антиох IX Кизикен. След една година нейният трети съпруг, Антиох IX, също е убит и тя се омъжва през 95 пр.н.е. за неговия син Антиох X Евсеб. С четвъртия си съпруг тя има два сина, между тях по-късният Антиох XIII Азиатик.
След смъртта на нейния последен съпруг (92 или 83 пр.н.е.) тя напуска заради своята сигурност Сирия и живее в Киликия.
След убийството на кратко управлявалия египетския фараон Птолемей XI (80 пр.н.е.), Клеопатра Селена I е единственият легитимен представител на фамилията Птолемеи, но населението на Александрия поставя на трона Птолемей XII.
След пет години Клеопатра изказва своето искане на трона в Египет за синовете си от нейния четвърти брак. Но това е игнорирано от римския Сенат, така че тя след две години се връща безуспешно обратно.
Арменският цар Тигран II обсажда Клеопатра Селена I през 69 пр.н.е. в Птолемея и след завладяването на града нарежда нейното убийство в Селевкея в Месопотамия.